# دهانه چارلی‌وی
دهانه چارلی‌وی (انگلیسی: Charlevoix crater) یک ساختار برخوردی شهاب‌سنگی فرسودهٔ بزرگ در ناحیهٔ چارلی‌وی استان کبک کشور کانادا است. تنها بخشی از ساختار برخوردی در سطح زمین نمایان بوده و بخش دیگر در زیر رودخانهٔ سن‌لوران مدفون است.
قطر ساختار برخوردی آغازین ۵۴ کیلومتر (۳۴ مایل) و سنش ۴۵۰ ± ۲۰ میلیون سال (دورهٔ اردویسین تا سیلورین) برآورد شده است.